# Steindorf am Ossiacher See
Steindorf am Ossiacher See (fino al 1986 Steindorf) è un comune austriaco di 3 764 abitanti nel distretto di Feldkirchen, in Carinzia. Dal suo territorio nel 1894 fu scorporato Ossiach, eretto a comune autonomo.